# عندق متساوي الأشواك
عندق متساوي الأشواك (الاسم العلمي: Nemipterus isacanthus) (بالإنجليزية: Teardrop threadfin bream)‏ هو نوع من الأسماك يتبع جنس العندق من فصيلة العندقات.